# Zapędowo (Pomerania)
Zapędowo (en alemán, Zappen) es un pueblo en el distrito administrativo de Gmina Czersk, dentro del condado de Chojnice, Voivodato de Pomerania, en el norte de Polonia. Se encuentra aproximadamente a 14 kilómetros al suroeste de Czersk, a 20 kilómetros al este de Chojnice y 90 kilómetros al suroeste de la capital regional Gdańsk.
Para detalles de la historia de la región, véase Historia de Pomerania.
El pueblo tiene una población de 202 habitantes.